# Отрадне (Пристенський район)
Отрадне  (рос. Отрадное) — хутір в Пристенському районі Курської області Російської Федерації.
Населення становить 39 осіб. Входить до складу муніципального утворення Сазановська сільрада.

## Історія
Населений пункт розташований на території українського етнічного та культурного краю Східна Слобожанщина.
Від 2004 року входить до складу муніципального утворення Сазановська сільрада.

## Населення
| 2002 | 2010 |
| ---- | ---- |
| 61   | ↘39  |